# セカンドライン
セカンドライン (secondary line) とは、元々デザイナーズブランドの若者向けの普及版として開発されたブランドのことをいう。

## 解説
元のデザイナーズブランドが大人の顧客層対象であるのに対し、若者向けに感性やテイストを残しながら買いやすい価格帯に設定して、ビジネス拡大を図ったものである。
また1940年代から1960年代まで、アメリカでは時計会社は軍事産業でもあり、軍からの天下りを代々の社長に迎えていた。このため自国の時計産業を庇護する目的でスイス製時計に非常に高額な関税をかけており、スイスのメーカーはその対策としてカナダや中米に北米の代理店と共同で工場を設立した。代表的なものは、ルクルトやワックマンなどである。北米向け製造は代理店との共同作業であり、代理店の影響力が非常に大きかった。そのため、カラーバリエーションなどが豊富である。ロレックスは北米向けはロレックスブランドのまま現地生産したが、一方でチュードルという普及品ブランドも抱えている。近年、時計産業では独立時計師の浅岡肇が自身のメインブランドHAJIME ASAOKA Tokyo JapanのセカンドラインとしてCHRONO TOKYO（KURONO BUNKYŌ TOKYO）を展開しているが、これは機械式時計の入門機を意図しており、本来のセカンドラインの意味合いに近い。

## 例
「セカンドライン」といわれる一例を挙げる。後者が元となる本来ブランドである。
- EMPORIO ARMANI - ジョルジオ・アルマーニ
- ck - カルバン・クライン
- SEE BY CHLOÉ - クロエ
- JILL by JILLSTUART - ジル・スチュアート
- SUI ANNA SUI - アナスイ
- DKNY - ダナ・キャラン
- D&G - ドルチェ&ガッバーナ
- MIU MIU - プラダ
- &byP&D - ピンキー&ダイアン
- AG by aquagirl - アクアガール
- Versace Jeans Couture - ジャンニ・ヴェルサーチ
- McQ - アレキサンダー・マックイーン
- Marc By Marc Jacobs - マーク・ジェイコブス
- 55DSL - ディーゼル
- CHRONO TOKYO（KURONO BUNKYŌ TOKYO） - HAJIME ASAOKA Tokyo Japan

## 時計における北米向け
純粋なセカンドラインとは異なるが、1940年代から1960年代まで、アメリカでは自国の時計産業を庇護する目的でスイス製時計に非常に高額な関税をかけており、その対策としてスイスのメーカーはカナダや中米に北米の代理店と共同で工場を設立した。
代表的なものは、
- ルクルト - ジャガー・ルクルト
- ワックマン - ブライトリング
- ウィットナー - ロンジン

等である。北米向け製造は代理店との共同作業であり、代理店の影響力が非常に大きかった。そのため、カラーバリエーション等が豊富である。
ロレックスはチュードルという普及品ブランドを持っているが、これは本来のセカンドラインの意味に近い。